# Yitzhak Shamir
Yitzhak Shamir (em hebraico:  יִצְחָק שָׁמִיר), nascido Icchak Jeziernicky (Ruzhany, 15 de outubro de 1915 — Telavive, 30 de junho de 2012), foi um político israelense, membro do partido conservador Likud, que foi primeiro-ministro de Israel por duas legislaturas.

## Biografia
Yitzhak Shamir nasceu na administração militar do Ober Ost que a Alemanha havia tomado do Império Russo durante a Primeira Guerra Mundial. Cresceu na Polônia entre guerras. Shamir juntou-se ao Betar, a ala paramilitar do partido político Hatzohar do sionista revisionista Zeev Jabotinsky.
Em 1935, Shamir emigrou de Białystok para o Mandato Britânico da Palestina, onde trabalhou em um escritório de contabilidade. Shamir juntou-se ao grupo terrorista revisionista sionista Irgun liderado por Menachem Begin. Durante a Segunda Guerra Mundial, o Irgun se dividiu sobre a questão de apoiar as Potências do Eixo contra o Império Britânico. Avraham Stern e Shamir buscaram uma aliança com a Itália Fascista e a Alemanha Nazista e formaram o grupo terrorista sionista Lehi. Este grupo terrorista operava clandestinamente no Mandato Britânico da Palestina entre 1940 e 1948. O Lehi não conseguiu persuadir as potências do Eixo a lhe fornecer apoio. Shamir liderou o Lehi após o assassinato de Stern em 1942, chegando a ser preso por duas vezes por suas atividades ilegais. Durante o processo de terror psicológico que levou à Nakba em 1948, o Lehi e o Irgun cometeram o massacre de Deir Yassin, assassinando mais de 100 civis palestinos. Ainda no Lehi, Shamir foi um dos autores intelectuais do assassinato do diplomata Folke Bernadotte, nomeado pelas Organização das Nações Unidas para mediar o conflito entre árabes e judeus em 1948, no final do Mandato Britânico da Palestina.

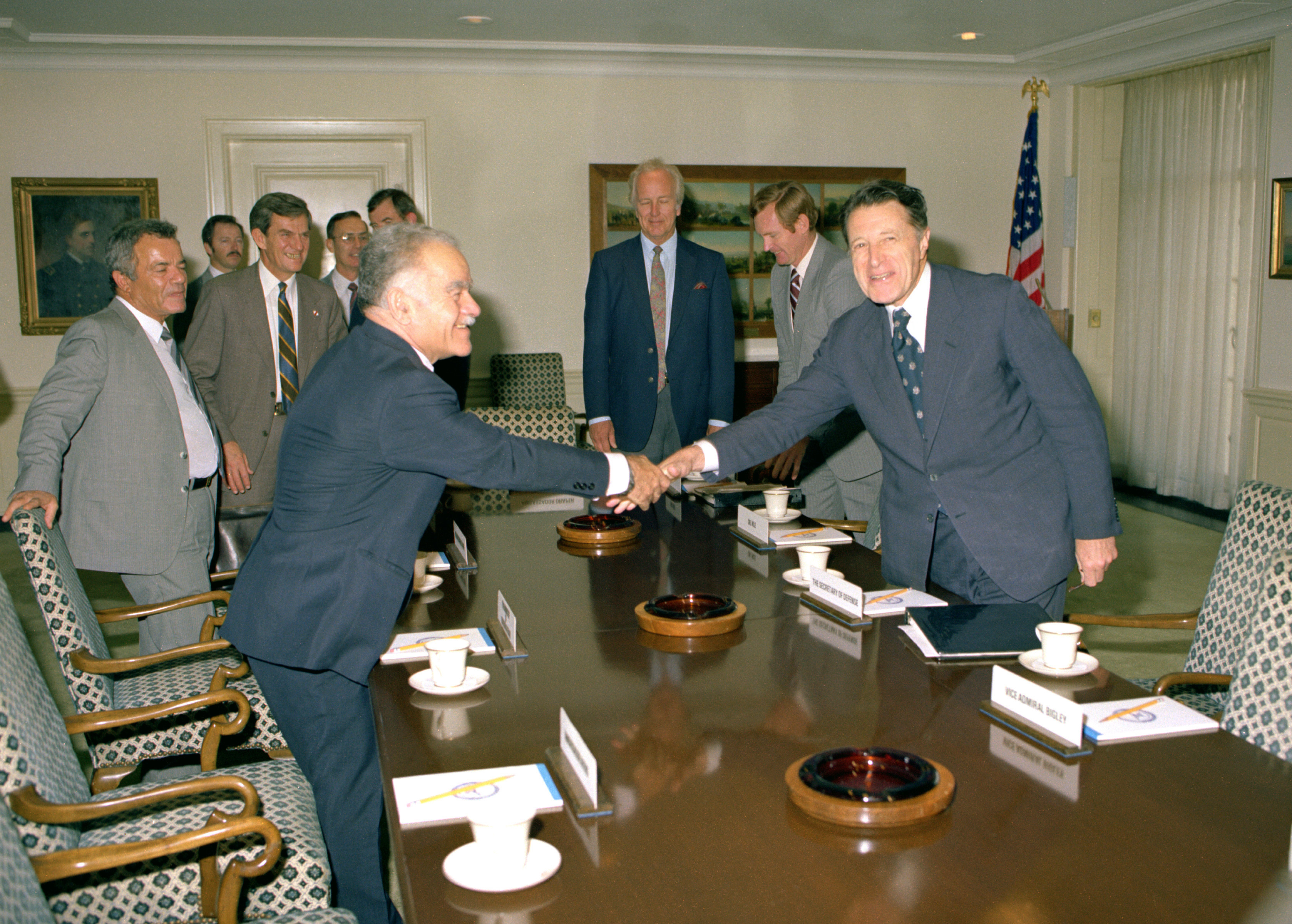
Yitzhak Shamir no Pentágono (1982)

Após o estabelecimento do estado israelense, Shamir serviu no Mossad entre 1955 e 1965. Shamir dirigiu a Operação Dâmocles e renunciou ao Mossad depois que o primeiro-ministro David Ben-Gurion ordenou o fim do programa. Em 1969, Shamir juntou-se ao partido Liberdade (Herut) de Menachem Begin. Shamir foi eleito pela primeira vez para o parlamento israelense Knesset em 1973 como membro da aliança de partidos Likud. Shamir serviu como presidente do Knesset depois que o Likud se tornou o primeiro governo israelense de direita depois de vencer as eleições legislativas israelenses de 1977 contra o Alinhamento do primeiro-ministro Shimon Peres. Shamir foi nomeado Ministro das Relações Exteriores pelo Primeiro Ministro Begin em 1980 e serviria neste cargo até 1986 Shamir foi Ministro das Relações Exteriores durante a invasão israelense do Líbano em 1982.
Shamir venceu as eleições pela liderança do Herut em 1983 para suceder Begin como líder do partido, o que o tornou primeiro-ministro e líder do Likud. O primeiro-ministro Yitzhak Shamir perdeu as eleições de 1984 para Peres. Peres e Shamir firmaram um grande acordo de coalizão onde Peres se tornou primeiro-ministro enquanto Shamir permaneceu ministro das Relações Exteriores até 1986, quando Peres e Shamir alternaram no cargo. Adepto da política de "nem uma polegada", Shamir se recusava a ceder parte do território a outro governo, o que impediu a formalização do Acordo de Londres Peres-Hussein. Quando a Primeira Intifada começou em 1987, novamente recusou-se a negociar uma solução de dois Estados para o conflito israelo-palestino. Shamir unificou a aliança Likud em um partido em 1988. Shamir reiniciou, a contragosto, o processo de paz israelo-palestiniano a pedido dos Estados Unidos e da União Soviética, que culminou na Conferência de Madrid de 1991. Shamir perdeu as eleições legislativas israelenses de 1992 para Yitzhak Rabin e, em 1993, Benjamin Netanyahu o substituiu como líder do Likud.
Permaneceu membro do Knesset até as eleições de 1996. Shamir passou a criticar o seu sucessor na liderança do Likud, Benjamin Netanyahu, por ser, na sua opinião, "muito brando" com os palestinos. Shamir chegou ao ponto de desfiliar-se do Likud em 1998 e apoiar o Novo Herut, um movimento dissidente de direita liderado por Benny Begin, que mais tarde se juntou à União Nacional durante as eleições de 1999. Depois que Netanyahu foi derrotado, Shamir retornou ao Likud e apoiou Ariel Sharon nas eleições de 2001. Ele foi colocado honorariamente em 120º lugar na lista do Likud nas eleições legislativas israelenses de 2003. Posteriormente, com quase oitenta anos, Shamir parou de fazer comentários públicos.
Em 2004, a saúde de Shamir piorou, com a progressão da doença de Alzheimer, e ele foi transferido para uma casa de repouso. O governo recusou um pedido da família para financiar a sua estadia nas instalações.
Sua esposa Shulamit Shamir morreu em 29 de julho de 2011. Menos de um ano depois, Yitzhak Shamir morreu na manhã de 30 de junho de 2012, em uma casa de repouso em Telavive, onde passou os últimos anos como resultado da doença de Alzheimer que sofria desde meados da década de 1990.

## Vida pessoal
Em 1944, Shamir casou-se com Shulamit Levy, membro do grupo terrorista Lehi.